# Donbas
Doněcká uhelná pánev (ukrajinsky Донецький вугільний басейн; rusky Донецкий угольный бассейн) neboli Donbas (ukr. Донбас; rus. Донбасс, zkratkové slovo) je rozsáhlý těžební a průmyslový region na východní Ukrajině. Název je odvozen od řeky Doněc, přítoku Donu, a označení pro pánev (basejn/bassejn). Žije zde přes 8 milionů lidí, z nichž cca 57 % tvoří Ukrajinci, nejpočetnější menšinou (přes 38 %) jsou pak etničtí Rusové; převládajícím jazykem je zde ruština.

## Geografie
Donbas zahrnuje dnešní Doněckou a Luhanskou oblast, východní část Dněpropetrovské oblasti (okolí Pavlohradu) a také západní část Rostovské oblasti náležící k Ruské federaci. Na jihu zasahuje k Azovskému moři. Největším městem a centrem Donbasu, který je jednou z největších evropských aglomerací, je Doněck (1 milion obyvatel). Další velká města jsou Luhansk/rusky Lugansk (450 000), azovský přístav Mariupol (480 000), dále Makijivka/Makejevka (373 000), Horlivka/Gorlovka (275 000) a také ruské město Šachty (234 000) a jeho okolí.

## Historie
První stálá osídlení v regionu založili donští kozáci. Historie oblasti sahá do 17. století, kdy byla objevena rozsáhlá solná ložiska. Solné doly jsou dodnes v provozu a tamní sůl se vyváží i do Česka.
Rozsáhlá uhelná ložiska byla objevena v 18. století, což zapříčinilo výrazný rozvoj průmyslu až do první poloviny 20. století, kdy tomuto území připadla velká role v rámci industrializace Sovětského svazu nařízené Josifem Vissarionovičem Stalinem. Za Ruského impéria byl Donbas součástí Donské gubernie, po jeho zániku za občanské války se dostal pod kontrolu Ukrajiny a stal součástí Ukrajinské SSR.
V roce 1941 po útoku Německa na Sovětský svaz zde byla zformována 383. hornická střelecká divize složená výhradně z místních horníků. Tato divize nejprve v roce 1941 neúspěšně bránila Doněck před nacisty, poté ho v roce 1943 dobyla zpět a v roce 1945 se zúčastnila bitvy o Berlín.
V roce 2014 vypukly se skrytou podporou Ruska v této oblasti proruské nepokoje proti nové centrální ukrajinské vládě, jež vyvrcholily vyhlášením tzv. Doněcké lidové republiky a Luhanské lidové republiky v dosavadních dvou administrativních oblastech Donbasu. Posléze bylo 24. května 2014 ohlášeno sloučení těchto mezinárodně neuznaných republik do státu „Novorusko“, které v roce 2015 zaniklo. Obě samozvané republiky označuje Ukrajina za teroristické organizace a vede s nimi ozbrojený konflikt.
V únoru 2022 uznalo Rusko obě loutkové „republiky“ a navázalo s nimi diplomatické styky. Jen o pár dní později zahájilo invazi na Ukrajinu, přičemž jedním z hlavních cílů bylo "osvobodit" oblasti nárokované DLR a LLR, tedy celé území Donbasu. V červenci 2022 dobylo po několika měsících válčení Rusko celou Luhanskou oblast a ruská vojska společně s vojsky DLR ovládali asi 60% území Doněcké lidové republiky.
Dne 30. září 2022 byla Doněcká a Luhanská oblast spolu s dalšími dvěma oblastmi Ukrajiny prohlášeny za součást Ruské Federace na základě tzv. referenda o připojení k Rusku, a to přesto, že samozvaná Doněcká lidová republika veškeré své nárokované území zdaleka nekontrolovala. Průběh a výsledky referend byly mezinárodně zpochybněny a většinou států OSN neuznány.

## Průmysl
- těžba uhlí, železa, manganu; hutnictví aj.

## Galerie

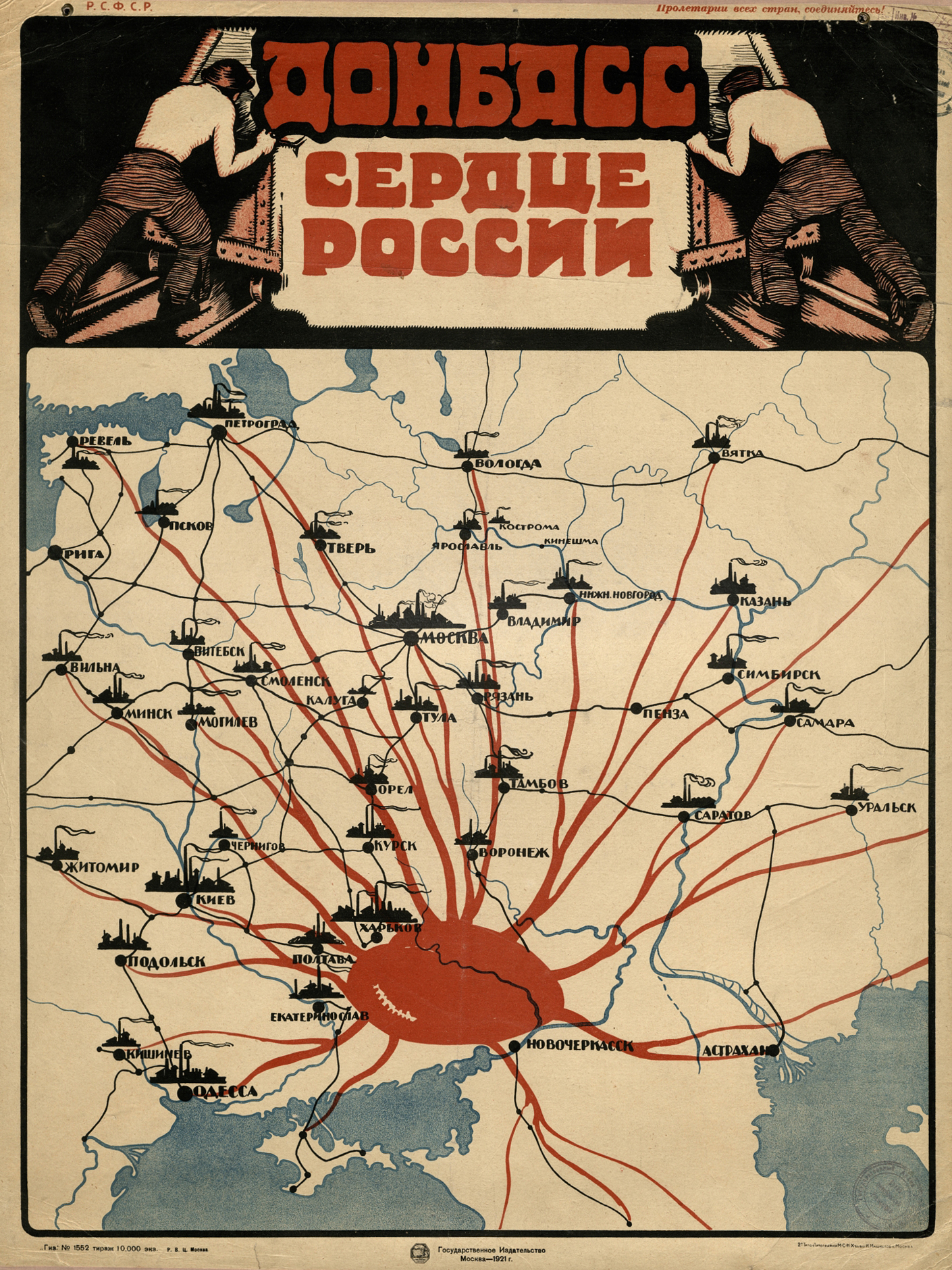
Ruský plakát z roku 1921 — "Donbas je srdce Ruska".
Vlajka Doněcké oblasti naznačuje podzemní nerostné bohatství.
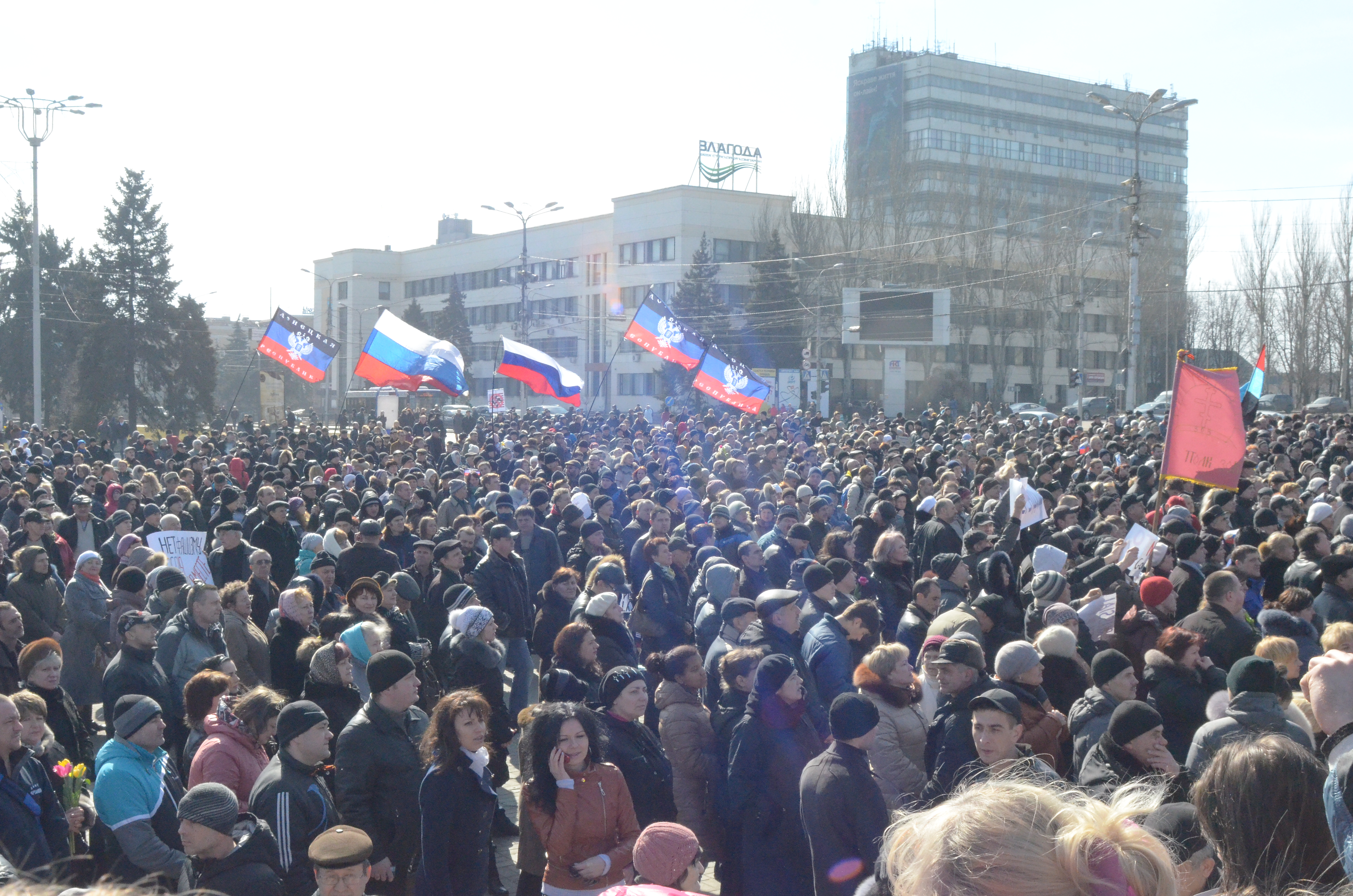
Proruská demonstrace v Doněcku, 8. března 2014
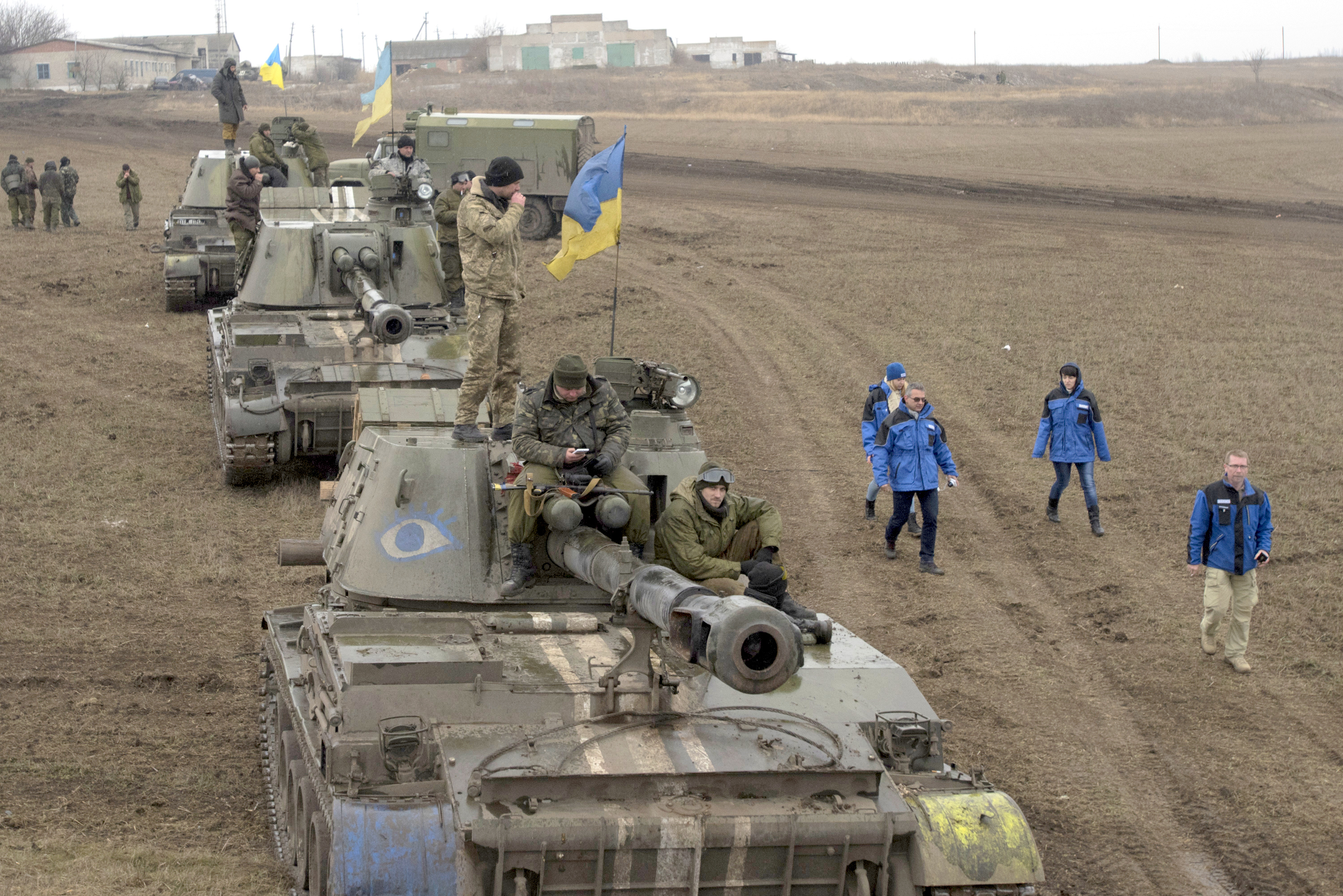
Ukrajinské síly operující na území Donbasu, březen 2015